# 北沢洋子
北沢 洋子（きたざわようこ、1933年1月1日 - 2015年7月3日）は、国際問題評論家。

## 略歴
東京出身。本名・佐藤洋子。1955年横浜国立大学経済学部卒業。1959年より1967年まで、夫の北沢正雄とともに、エジプトのカイロにあるアジア・アフリカ人民連帯機構書記局に勤務する。
1973年、『アジア太平洋資料センター』の設立に参加する。1974年に、南アフリカのアパルトヘイト体制について、国連総会に報告する。1990年、『草の根援助運動』を創設する。1993年、「G7を裁く国際民衆法廷」を開催する。1998年、ジュビリー2000日本実行委員会をの創設に関わる。その後も『途上国の債務と貧困ネットワーク』共同代表や、日本平和学会の会長をつとめた。
2015年7月3日、間質性肺炎のため死去。82歳没。

## 発言
- グローバリゼーションによって、貧困が増えただけでなく、格差が広がった。ビル・ゲイツのようなものすごい金持ちが出てきた。最貧国（LLDC）49 ヶ国、6億人の年間GNPを全部合わせたものより、ビル・ゲイツ個人の資産の方が大きい[2]。
- テロの根源は、貧困にある。それを正すことが、遠回りに見えて、実は近道。それをブレアが言いだしたことが、意味深長[2]。
- 生活はグローバル化しているのに、意識はジャパン。世界にそういう問題がある、ということを人々に知らせることが重要[2]。

## 著書
- 『東南アジアの叛乱』情況出版　1974
- 『アパルトヘイトへの日本の加担 日本・南ア経済関係調査報告』アジア太平洋資料センター　1975
- 『私の中のアフリカ』 1979年 朝日新聞社　のち現代教養文庫
- 『私の会った革命家たち アジア・アフリカ30人』1980年 第三文明社
- 『黒いアフリカ』1981年 聖文社
- 『日本企業の海外進出』1982年 日本評論社
- 『暮らしの中の第三世界 飽食と繁栄VS飢えと貧困』1989年 聖文社
- 『開発は人びとの手で - NGOの挑戦：フィリピン農村再建運動（PRRM）』PARC booklet 1998年 現代企画室
- 『IMFがやってきた - アジアの経済危機と人びとのオルタナティブ』1998年 現代企画室
- 『利潤か人間か グローバル化の実態と新しい社会運動』コモンズ　2003

## 共編著
- 『人びとは国境を越えて未来を創る ODAアジア・太平洋と日本 ピープルズプラン21世紀神奈川国際シンポジウム全記録』（編）1991年 第三書館
- 『顔のない国際機関 IMF・世界銀行』村井吉敬共編著 1995年 学陽書房
- 『女性がつくる21世紀 - 私たちの北京「行動綱領」』清水澄子共著 ユック社、1996
- 『自由貿易はなぜ間違っているか』2003年 現代企画室